# Arese
Arese là một đô thị ở tỉnh Milano ở vùng Lombardia, khoảng 12 kilômét (7,5 mi) về phía tây bắc của Milano. Đến thời điểm 31 tháng 12 năm 2004, dân số đô thị này là 19.333 người, diện tích là 6,5 km².
Đô thị Arese có các frazione (đơn vị cấp dưới) Valera.
Arese giáp các đô thị:: Lainate, Garbagnate Milanese, Bollate, Rho, Milano.